# یوسف مریانه
یوسف مریانه (انگلیسی: Youssef Meriana؛ زادهٔ ۱۳ مهٔ ۱۹۷۴) بازیکن فوتبال اهل مراکش بود.
از باشگاه‌هایی که در آن بازی کرده‌است می‌توان به باشگاه فوتبال ویلم دوم، باشگاه فوتبال الوداد کازابلانکا، و باشگاه فوتبال الکوکب المراکشی اشاره کرد.
وی همچنین در تیم ملی فوتبال مراکش بازی کرده‌است.